# Boutchmany
Boutchmany (en ukrainien : Бучмани ; en russe : Бучманы ; en polonais : Buczmany) est une commune urbaine de l'oblast de Jytomyr, en Ukraine. Sa population s'élevait à 693 habitants en 2017.

## Géographie
Boutchmany se trouve à 32 km au sud-est d'Olevsk, à 99 km au nord-ouest de Jytomyr et à 186 km à l'ouest-nord-ouest de Kiev.

## Histoire
Boutchmany a été fondée en 1947 et a le statut de commune urbaine depuis 1983.

## Population
Recensements (*) ou estimations de la population :
| 1959* | 1989* | 2001* | 2011 | 2012 |
| ----- | ----- | ----- | ---- | ---- |
| 768   | 1 077 | 823   | 731  | 716  |

| 2013 | 2014 | 2015 | 2016 | 2017 |
| ---- | ---- | ---- | ---- | ---- |
| 712  | 720  | 712  | 700  | 693  |

## Transports
Boutchmany se trouve à 10 km de la gare ferroviaire de Bilokorovytchi (Білокоровичі) et à 200 km de Jytomyr par le chemin de fer. Elle est desservie par la route ukrainienne M-07 ou route européenne 373.